# Sommer-Paralympics 2008/Teilnehmer (Tunesien)
| stlisierte Goldmedaille | stlisierte Silbermedaille | stlisierte Bronzemedaille |
| ----------------------- | ------------------------- | ------------------------- |
| 9                       | 9                         | 3                         |

Tunesien nahm mit 39 Sportlern an den Sommer-Paralympics 2008 im chinesischen Peking teil. Alle traten in der Leichtathletik an. Fahnenträger bei der Eröffnungsfeier war Ahmed Belhaj Ali. Erfolgreichster Athlet der tunesischen Mannschaft war Mourat Idoudi mit zwei Gold- und einer Silbermedaille.
In der Medaillenwertung erreichte Tunesien den 15. Platz.

## Teilnehmer nach Sportart

### Leichtathletik
Frauen
- Hania Aidi, 1 ×  (Speerwurf, Klasse F54-56)
- Yousra Ben Jemaa, 1 ×  (Diskuswurf, Klasse F32-34/51-53)
- Aroua Bidani
- Somaya Bousaid, 2 ×  (800 Meter, Klasse T13/12; 1500 Meter, Klasse T13)
- Najet Ghribi
- Amani Guizani
- Fatma Kachroudi
- Sonia Mansour, 2 ×  (100 Meter, 200 Meter; Klasse T38)
- Awatef Sallami
- Aida Sidhom
- Masouda Siffi
- Mariem Soudani
- Raoua Tlili, 1 ×  (Kugelstoßen, Klasse F40), 1 ×  (Diskuswurf, Klasse F40)

Männer
- Mohamed Amara
- Ahmed Aouadi
- Ahmed Belhaj Ali
- Mohamed Salah Besbes
- Samir Chaabani
- Mohamed Charmi *
- Farhat Chida, 2 ×  (Weitsprung, Klasse F37/38; 400 Meter, Klasse T38) *
- Abdeljabbar Dhifallah
- Monaam Elabed
- Mohamed Fouzai, 1 ×  (5000 Meter, Klasse T46)
- Ali Ganfoudi
- Safouene Ghrib
- Fares Hamdi *
- Mourad Idoudi, 2 ×  (Diskuswurf, Keulenwurf; Klasse F32/51), 1 ×  (Kugelstoßen, Klasse F32)
- Mahmoud Khaldi, 1 ×  (Fünfkampf, Klasse T12)
- Mohamed Krid, 1 ×  (Speerwurf, Klasse F33/34/52)
- Faycal Othmani
- Faouzi Rzig, 1 ×  (Speerwurf, Klasse F33/34/52)
- Montassar Sahbi
- Abbes Saidi, 1 ×  (400 Meter, Klasse T38) *
- Fethi Saidi
- Tahar Skhiri
- Hamdi Warfili
- Abderrahim Zhiou, 1 ×  (800 Meter, Klasse T12), 1 ×  (10.000 Meter, Klasse T12)
- Omar Zidi
- Fethi Zouinkhi

Staffelwettbewerbe
| Männer 4 × 100 Meter Klasse T 35-38 (Bronze )               |
| ----------------------------------------------------------- |
| - Mohamed Charmi - Farhat Chida - Fares Hamdi - Abbes Saidi |